# 애월연대
애월연대(涯月煙臺)는 대한민국 제주특별자치도 제주시 애월읍 애월리에 있는 연대이다. 1996년 7월 18일 제주특별자치도의 기념물 제23-17호로 지정되었다.

## 개요
연대는 횃불과 연기를 이용하여 정치·군사적으로 급한 소식을 전하던 통신수단을 말한다. 봉수대와는 기능면에서 차이가 없으나 연대는 주로 구릉이나 해변지역에 설치되었고 봉수대는 산 정상에 설치하여 낮에는 연기로 밤에는 횃불을 피워 신호를 보냈다.
애월 연대는 애월리 ‘연디왓’이라 불리는 곳에 자리잡고 있으며, 애월성에서 서쪽 500m 지점이다. 바닷가에서 450m 정도 떨어진 동산 위에 세워져 있는데, 제주도에 있는 여러 연대 가운데 비교적 큰 편에 속한다.
동쪽으로 남두 연대, 서쪽으로 귀덕 연대와 서로 연락을 주고 받았다. 별장 6명과 봉군 12명이 배치되어 6교대로 24시간동안 해안선을 지켰다고 한다.

## 참고 문헌
- 애월연대 - 국가유산청 국가유산포털